# HMS Mauritius (80)
HMS Mauritius var en lätt kryssare av Fiji-klass i Royal Navy. Fartyget byggdes av Swan Hunter i Newcastle upon Tyne. Hon fick sitt namn efter Mauritius, som var en brittisk koloni när hon byggdes och togs i tjänst 1941.

## Beskrivning
Mauritius hade ett deplacement på 8 670 ton vid standardlast och 10 896 ton vid fullast. Hon hade en total längd på 169,3 meter, en bredd på 18,9 meter och ett djupgående på 6 meter. Fartygen drevs av fyra växlade Parsonturbiner, som var och en drev en axel, med hjälp av ånga från fyra Admiralitets 3-trumspannor. Turbinerna hade en effekt på totalt 80 000 axelhästkrafter (60 000 kW) och de fartyget gav en maxhastighet på 32,25 knop (59,73 km/h). Mauritius hade en metacentrisk höjd på 1 meter vid fullast. Fiji-klassen hade tillräckligt med bränsle för att ge dem en räckvidd på 6 520 nautiska mil (12 080 km) vid 13 knop (24 km/h). Fartygens besättning var 733 officerare och sjömän i fredstid och 900 under krig.

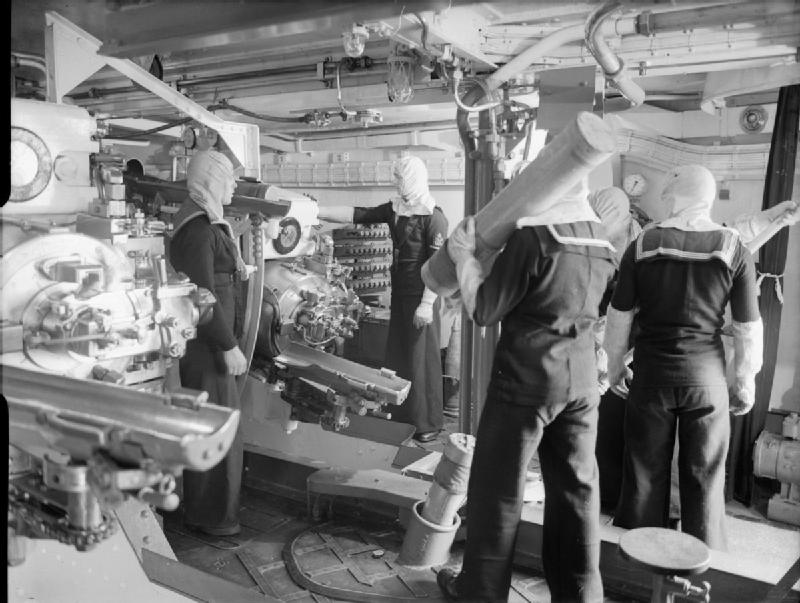
Insidan på en av Fiji-klassens Mark XXIII 15,2 cm torn.

Fiji-klassens huvudartilleri bestod av ett dussin BL 6-tums (15,2 cm) Mk XXIII-kanoner i fyra torn med tre kanoner vardera, varav ett par för och akter om överbyggnaden. Deras sekundära beväpning bestod av åtta 4-tums (10,2 cm) Mk XVI allmålskanoner i fyra dubbeltorn. Luftvärnet för kryssarna tillhandahölls av två fyrdubbla 2-pundiga (40 mm) luftvärnskanoner och två fyrdubbla fästen för Vickers 0,5 tum (12,7 mm) kulsprutor. Kryssarna hade också två trippelmonterade 53,3 cm torpedtuber, med en montering på vardera sida.
Fiji-klassen saknade ett fullständigt pansarbälte i vattenlinjen. Sidorna i deras pann- och maskinrum och magasin skyddades av ett pansar på 83-89 mm. Däcket över magasinen och vissa av maskinrummen var förstärkt med en tjocklek på 51-89 mm och huvudkanontornen hade endast splitterskydd med en tjocklek på 25-51 mm. De hade en flygplanskatapult och två Supermarine Sea Otter eller Walrus sjöflygplan.

## Tjänstgöring

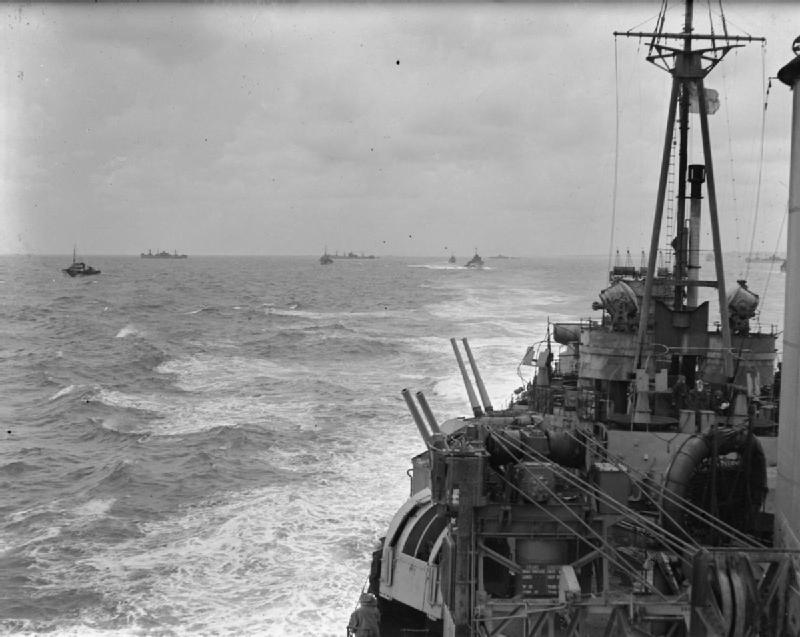
Mauritius med andra allierade fartyg utanför Anzio i mars 1944

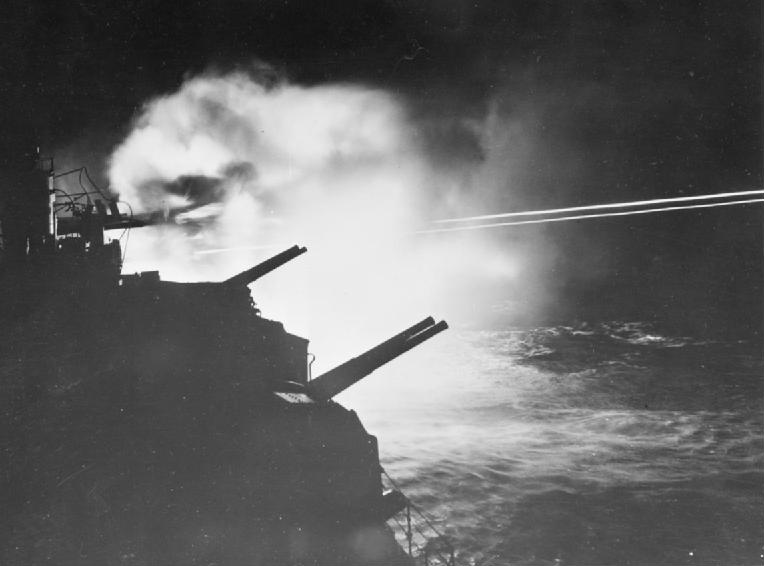
Mauritius avfyrar sina 15,2 cm kanoner under en nattlig strid i Audiernebukten mellan Brest och Lorient den 23 augusti 1944

Mauritius färdigställdes med ett internt avmagnetiseringssystem som orsakade allvarlig korrosion i fartygets huvudledning (av koppar). Detta stora fel, som gjorde henne olämplig för strid, krävde ombyggnader, först i Simonstown, senare i Singapore och slutligen i Plymouth. Den framtida flottans amiral Henry Leach tjänstgjorde som aspirant ombord på Mauritius under denna tid. Hon anslöt sig till Östra flottan 1942, men drogs tillbaka i april 1943 för att förstärka Medelhavsflottan. Efter reparationer efter en grundstötning var hon återigen operativ i juni 1943 och deltog därefter i landstigningarna på Sicilien (Operation Husky) i juli som en enhet i stödstyrkan East, då hon gav eldunderstöd till landstyrkorna.
I september ingick hon i den yttre skyddsstyrkan för landstigningen i Salerno, men i slutet av året hade hon förflyttats till Biscayabukten för att utföra patrullering mot blockadlöpare som en del av Operation Stonewall. Hon återvände dock snart till Medelhavet, denna gång för Operation Shingle, landstigningen i Anzio, i januari 1944. I juni 1944 skyddade hon landstigningarna i Normandie som en del av Styrka D utanför Sword Beach, och genomförde sedan offensiva patruller vid Bretagnes kust i augusti för att rensa upp de sista tyska fartygen i området. I samarbete med jagare sänkte hon Sperrbrecher 157 (en typ av hjälpminsvepare) den 14-15 augusti och under slaget vid slaget vid Audiernebukten sänkte hon fem Vorpostenboote (en typ av tyska patrullbåtar) den 22-23 augusti. Efter detta återvände hon till hemmaflottan och eskorterade hangarfartygen som utförde attacker längs den norska kusten och mot fartyg. Natten mellan den 27 och 28 januari 1945 utkämpade hon i sällskap med kryssaren Diadem den 28 januari 1945 en strid mot tyska jagare där Z31 skadades svårt. Efter denna aktion renoverades hon vid Cammell-Laird's mellan februari 1945 och mars 1946.
Därefter tjänstgjorde hon i Medelhavet, bland annat under incidenten i Korfukanalen 1946, med 15:e (senare 1:a) kryssarskvadronen och återvände till Storbritannien 1948. Efter en tid i reserv och i ombyggnad återfördes hon 1949 till 1:a kryssareskadern i Medelhavet den 6 maj 1949. Åren 1949-1951 tillbringades i Ostindien med 4:e kryssarskvadronen tills hon återvände till Chatham den 18 december 1951.

## Utrangering
Mauritius placerades i reserv 1952 och förblev där fram till 1965, då hon såldes som skrot till Thos. W. Ward. Hon anlände till deras varv i Inverkeithing den 27 mars 1965.